# Punk in der DDR

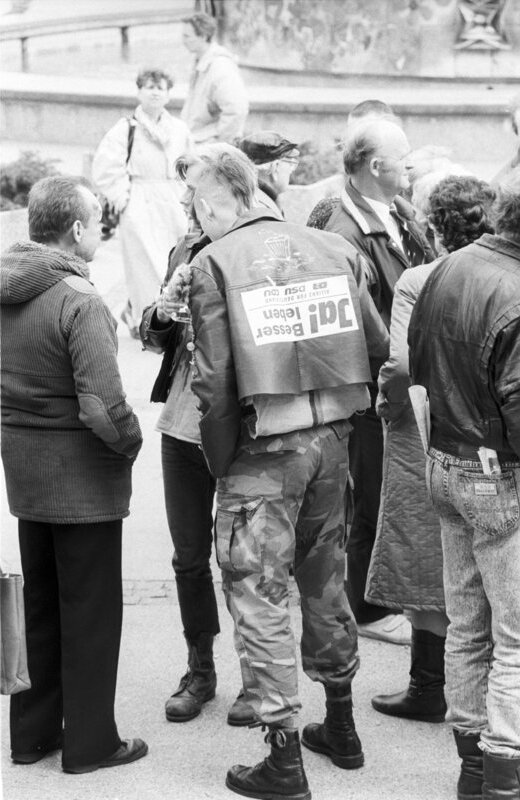
Punk bei einer Diskussion am Alexanderplatz 1990 in szenetypischer, an der Taille abgeschnittener und bemalter „Thälmannjacke“

Punk in der DDR (auch Ostpunk) gab es seit Anfang der 1980er Jahre. Zentren der Punkkultur in der DDR waren Berlin, Dresden, Erfurt, Halle und Leipzig. Diese Kulturszene war zunächst staatlicher Verfolgung ausgesetzt und agierte stellenweise im Underground. Während viele Punks bis zum Ende der DDR verfolgt wurden, entspannte sich die Lage für Punkbands und Jungpunks ab etwa 1986, als vermehrt Tonträger der sogenannten anderen Bands veröffentlicht wurden.

## Geschichte

### Anfangsphase (1977–1980)
Nachdem der Punk in Großbritannien ab etwa 1976 modern geworden war und recht schnell in der Bundesrepublik Deutschland Anhänger gefunden hatte, wurden Berichte in den Medien Westeuropas, insbesondere im Rundfunk auf Mittelwelle auch in der DDR wahrgenommen. Damit wurde die Punkmusik über den RIAS und die BBC, insbesondere die Sendung von John Peel, auch in der DDR bekannt. Bis etwa 1980 fanden sich in den Großstädten, vor allem in Ost-Berlin, vereinzelt Punker-Cliquen zusammen, die zusammen Musik hörten, Bier tranken und diskutierten. Von Beginn an erregten sie den Argwohn der Gesellschaft und wurden als Schläger wahrgenommen. Dementsprechend kam es im Umfeld von Gaststätten und Diskotheken immer wieder zu Schlägereien mit anderen Jugendkulturen, wie den Rockern und Hooligans, aber auch mit normalen Bürgern. Unter den Punks entstand dadurch ein Ehrenkodex im Stil der drei Musketiere: „Einer für alle, alle für einen!“. Wurde ein Punk verprügelt, mobilisierte man so viele Leute wie möglich und „nahm den Laden auseinander“. Zu den Feindbildern der Punks zählten in der Anfangszeit vor allem die Hippies beziehungsweise ihre Nachfolger, die sogenannten Blueser beziehungsweise „Kunden“. Mit den Punks tauchten auch die ersten Skinheads in den Großstädten auf. Wie die Punks tanzten sie zu Ska und 2-tone und gehörten fest zur Punk-Clique dazu. Beim West-Berliner Label Exil-System erschien 1980 die Single VEB Heimat des Elektronikprojekts Weltklang, die vom Magazin Sounds als aus der DDR geschmuggelte Platte von Undergroundmusikern gelobt wurde. Die Geschichte basierte auf einer fiktiven Bandbiographie des Labelbetreibers Thomas Voburka.

### Aufbruchphase und staatliche Verfolgung (1980–1986)
Von 1980 bis 1983 wuchs die Punkszene um ein Vielfaches an, verbreitete sich auch im restlichen Gebiet der DDR und entwickelte selbst in Kleinstädten eine auch für Unbeteiligte wahrnehmbare Agilität. Die Schlägereien gingen zurück, dafür wurde die Szene sehr viel elitärer. Missliebige Punks wurden geschnitten oder ausgeschlossen. Mit der Vergrößerung ging auch eine erste staatliche Verfolgungswelle einher, die von der Abteilung K1 der Deutschen Volkspolizei geleitet wurde. K1 war die politische Abteilung und stand im Dienste des Ministeriums für Staatssicherheit (MfS). Die ersten Inoffiziellen Mitarbeiter (IM) unterwanderten die Bewegung, auf andere Punks wurde über Verhaftungen, Arbeitsentzug und Hausdurchsuchungen massiver Druck ausgeübt. Etwa 250 Punks in Berlin wurden als kriminell eingestuft, hatten Gaststättenverbot und durften nur noch die Arbeitswege benutzen. Viele Punks übernahmen unter dem Repressionsdruck Symbole anderer verfolgter Gruppen, wie beispielsweise den Judenstern.
1981 wechselten die Kompetenzen vom K1 endgültig ins Ministerium für Staatssicherheit. Gleichzeitig berichteten die Medien der DDR über diese aus ihrer Sicht entartete und dekadente Subkultur in der westlichen Welt. Die Punks, die mittlerweile landesweit agierten, knüpften Kontakte zu Punks im benachbarten Ausland, wie in Polen und der Tschechoslowakei. Dennoch gelang es dem MfS, die erste Punkbewegung bis etwa 1983 zu zerschlagen. Jedoch formierten sich die Punks immer wieder neu. Aus der kleinen Szene, die aber stark zusammenhielt, wurde so eine eher lose agierende Bewegung, die sich mehr über Äußerlichkeiten definierte.
Ab 1981 traten viele Punks der Friedensbewegung Schwerter zu Pflugscharen bei, wobei sie rein vom Äußeren militanter auftraten. Dadurch verschwand die Opposition zur Hippie-Bewegung aus der Ideologie der Punkszene. Die evangelische Kirche bot zahlreichen Punkbands Auftrittsmöglichkeiten. Gleichzeitig bauten einige Punks die Bewegung Kirche von unten maßgeblich mit auf. Zwischen 1983 und 1985 kam es zu einigen Hausbesetzungen in der Lychener, Schliemann- und Dunckerstraße durch Aktivisten der Punkszene, der Umwelt- und der Friedensbewegung. Um den Vorurteilen der Bevölkerung zu begegnen, kam es an geschichtsträchtigen Daten zu Kranzniederlegungen, so beispielsweise am 10. Juli 1983 am Gedenkstein von Erich Mühsam, einem Anarchisten, der an diesem Datum 1934 im KZ Oranienburg ermordet wurde. 1983 verließ ein großer Teil der Skinheads die Punkbewegung und ging in eine rechtsextreme Richtung. Während einige Punks also begannen, politisch aktiv zu werden, versuchten andere, sich komplett aus der Gesellschaft zurückzuziehen, flüchteten in Alkoholismus oder neigten zu autoaggressivem Verhalten.
Über die Westkontakte des alternativen Schriftstellers und Inoffiziellen Mitarbeiters des MfS Sascha Anderson erschien 1983 beim westdeutschen Label Aggressive Rockproduktionen die Split-Veröffentlichung DDR von unten der Bands Zwitschermaschine und Schleim-Keim, die als erstes Punkalbum der DDR gilt. Wegen der ungesetzlichen Verbindungsaufnahme und ihrer ordnungswidrigen Texte hatte die Veröffentlichung rechtliche Konsequenzen für die Band Schleim-Keim, während Zwitschermaschine wegen der IM-Tätigkeit von Anderson verschont blieb.
Zwischen 1983 und 1986 hatte die Repression des Staates einen Höhepunkt erreicht. Führungsfiguren und Aktivisten kamen in Haft oder wurden zur Ausreise genötigt. Auslöser war die Blues-Messe in der Christuskirche (Halle) am 30. April 1983, bei der auch einige Punkbands wie Namenlos, planlos und Unerwünscht auftraten. IMs hatten vorher die Stimmung angeheizt, und beim Auftritt von Namenlos wurde die Gruppe mit Steinen und Flaschen beworfen. Es kam zu Auseinandersetzungen, die nur durch das Eingreifen eines Bluesmusikers beendet werden konnten. Waren es gegen Anfang des Jahres noch etwa 900 offiziell geführte Punks DDR-weit (etwa 400 davon in Berlin), so stieg doch gerade in dieser weiteren Verfolgungswelle die Zahl an Punks an. Dies führte dazu, dass die staatlichen Ermittlungen zwar intensiviert wurden, gleichzeitig aber auch eine Entspannung, vor allem für die jungen Punks, erreicht wurde. Gerade diese konnten als IM gewonnen werden und erhielten Zuwendung in Form von Geldmitteln oder Schallplatten aus dem Westen. Besonders im Musikbereich konnten zentrale Führungsfiguren als IM oder als „Inoffizielle Kriminalpolizeiliche Mitarbeiter für operative Aufgaben“ (IKMO) gewonnen werden. Fast jede Punkband wurde so unterwandert.
1986 wurde in Westberlin eine weitere DDR-Punk-Langspielplatte veröffentlicht: Unter Mithilfe eines ehemaligen Mitglieds der Weimarer Band „Der Rest“ wurden dort 500 Exemplare der LP „panem et circenses“ hergestellt. Obwohl dies der Band zu DDR-weiter Popularität verhalf, verstärkten sich die Repressionen durch die staatlichen Organe nicht, was als Zeichen für das Ausklingen der Phase der starken Verfolgung gedeutet werden kann.

### Zwischen Repression und Freiheit (1986–1990)
Ab 1986 wurde zumindest die Punkmusik von staatlicher Seite aus geduldet. Der DJ Lutz Schramm von DT 64 präsentierte ab dem 27. März 1986 eine „Untergrund“-Musiksendung, die über verschiedene Bands des Punkspektrums berichtete. Der Name für diese Gruppen lautete „Die anderen Bands“. 1987 wurden Konzerte im Rundfunk mitgeschnitten, und ein Jahr später wurde der Sampler Kleeblatt Nr. 23 – Die anderen Bands auf dem staatlichen Label Amiga veröffentlicht. Vertreten waren unter anderem Feeling B und Sandow. Auch begannen Medien wie die Zeitschrift Unterhaltungskunst, über DDR-Punkbands zu berichten. 1988 erschien außerdem der Dokumentarfilm flüstern & SCHREIEN – Ein Rockreport, der positiv über die Punkszene berichtete. Auch die Freie Deutsche Jugend veranstaltete von da an Punkkonzerte. Im Oktober 1988 wurden die Bands Die Skeptiker und Sandow Preisträger der IX. Werkstattwoche Jugendtanzmusik. Bei einem Konzert der Band Sandow im Herbst 1988 bei einer von der FDJ organisierten Veranstaltung in Suhl führten sie ihren Titel Born in the G.D.R. auf, den das Jugendradio DT64 aufnahm und im Programm brachte.
Viele Punks, die noch unter der staatlichen Verfolgung litten, verballhornten die akzeptierten Jugendlichen und Musikgruppen als „FDJ-Punks“ und lehnten die neue Bewegung ab.
Unterdessen ging die Verfolgung der radikalen Punks allerdings weiter. Das MfS versuchte auch weiterhin, bekannte politische Punks auszuschalten und die als Anführer angesehenen Punks zu bespitzeln und zu unterwandern. Zu großen Auseinandersetzungen mit der Skinhead-Subkultur kam es am 17. Oktober 1987 auf einem Punkkonzert, das in der Zionskirche organisiert wurde. Rund 30 alkoholisierte Skinheads stürmten ein Konzert der Bands Die Firma und Element of Crime. Nachdem sie faschistische Parolen gebrüllt hatten, prügelten die Skinheads auf Besucher und Passanten ein. Die informierte Volkspolizei griff nicht ein. Erst in den nachfolgenden Tagen wurden 22 Skinheads und vier Punks verhaftet (siehe Überfall auf die Zionskirche).
Gegen Ende der DDR war die Zahl an Punks gering und betrug nach MfS-Zahlen nur noch 599. Die Szene in Berlin war nur noch klein, der Schwerpunkt hatte sich nach Potsdam verlagert.

### Nach der Wende
Nach der Wende lösten sich viele Punkgruppen auf. Der Bedarf an DDR-Punk war zunächst einmal gedeckt. Die Musikindustrie versuchte, die eigenen Westbands zu vermarkten und zeigte wenig Interesse an den ostdeutschen Musikgruppen. Erst nach und nach wuchs das Interesse an Bands wie Schleim-Keim, Die Skeptiker und Fuckin Faces. Zudem setzte sich in den neuen Bundesländern die rechtsextreme Szene durch, die etwa 2.000 organisierte Neonazis umfasste. Diese verdrängten die mittlerweile klein gewordene Punkszene, viele Punks wandten sich von linken Ideen ab und suchten Zulauf in der sich stark ausbreitenden rechten Skinhead-Jugendkultur. Diese war bereits zu DDR-Zeiten auf etwa 1.000 angewachsen.

## Ideologie
Die Punkszene in der DDR war wesentlich vom Fremdbild der Punks in den westlichen Ländern geprägt. Gerade, da kaum szeneinterne Schriften wie Fanzines im Umlauf waren, orientierte man sich am Bild der damaligen Westmedien – wie Bravo und Der Spiegel–, die auf dem Schwarzmarkt verfügbar waren. Sie übernahmen daher die Stilelemente, ohne den gesellschaftlichen Hintergrund, aus dem sich der Punk entwickelt hatte, zu kennen.
Die Punkszene war nicht in dem Sinne politisch, dass ihre Angehörigen eine bestimmte Ideologie vertraten. Vielmehr waren viele junge Menschen von den Lebensentwürfen der DDR mit ihrem vorgeschriebenen Lebensweg von der FDJ über die NVA bis hin zur planwirtschaftlich organisierten Arbeit frustriert. Die Punks suchten ihr persönliches Stück Freiheit und versuchten, sich von den gewöhnlichen Bürgern abzusetzen. Die Punkszene stellte einen Bruch mit den gesellschaftlichen Werten dar und vertrat die Idee, dass ein selbstorganisiertes Chaos ohne hierarchische Formen eine Lösung gegenüber den Regierungsformen sowohl des Sozialismus als auch der westlichen Industrieländer darstellen könne. Ein diffuses anarchistisch geprägtes Weltbild war gerade am Anfang sehr in Mode.
Gerade am Anfang war die Gemeinschaft wichtig, sie schützte vor Verfolgungen und Angriffen von außerhalb der Szene, ließ die Punks aber zuweilen selbst zu Tätern werden. Auseinandersetzungen mit Arbeitern, das Stürmen von Gaststätten und Diskotheken, aber auch Delikte wie Einbruch und Sachbeschädigung gehörten zur Szene. Insbesondere die Berliner Szene stand in dem Ruf, besonders „hart“ und „echt“ zu sein. Nachdem die Szene immer größer geworden war, begann auch das Szenebewusstsein, immer wichtiger zu werden. Die älteren Punks musterten die neue Generation genau und begannen, ein Elitedenken zu entwickeln. Exemplarisch für diese Haltung steht das Lied Kidpunks verpisst euch (1984) von der Dresdner Band Paranoia. Wer nicht in ihr Schema passte, wurde in Berlin als „Plastic“ bezeichnet und „geruppt“, das heißt, man stahl seine Punkkleidung und schickte ihn nach Hause. Nur wer glaubhaft versichern konnte, den Punk auch wirklich zu leben oder die richtigen Leute kannte, durfte zur Szene gehören. Nachdem die erste Generation um 1983 zerschlagen worden war, öffnete sich die Punkszene wieder, wandelte sich aber immer mehr zu einer Spaß- und Freizeitszene.

## Geschlechterverhältnis
Die Punkszene in der DDR war – ähnlich wie in Westdeutschland – eindeutig männlich dominiert. Für Mädchen und Frauen, die der Punkszene angehörten, gestalteten sich die Alltagssituationen erheblich schwieriger. Mit ihrem Punk-Habitus richteten sie sich nicht nur gegen das sozialistische Menschenbild, sondern gleichzeitig auch noch gegen das übliche Geschlechterrollenbild. Was bei männlichen Szenegängern als „Dumme-Jungen-Streich“ und „in der Jugend austoben“ toleriert wurde, war bei Mädchen rigideren Normierungen und stärkeren Repressionen – auch familienintern – unterworfen. Dementsprechend war der Anteil von Frauen an der Punkszene gering. In Halle betrug die Anzahl um die 10 %. Außer den eindeutig als Punkerinnen wahrgenommenen Personen gab es noch die „Punksympatisantinnen“, die häufig über Beziehungen zu konkreten männlichen Punks an die Szene gebunden waren.

### Frauen und Mädchen in Punk- und punkaffinen Bands
Musikalisch aktiv und damit sichtbar waren nur sehr wenige Frauen in der DDR-Punkszene. Darunter waren Mita Schamal und Jana Schlosser von Namenlos, gegründet 1983 in Berlin. Diese Band, eine der ersten Punkbands in der DDR, war von ihren beiden Gründerinnen ursprünglich als reine Frauenband gedacht. Ebenfalls 1983 in Berlin gegründet wurde Die Firma mit der Bassistin Tatjana Besson. Die reine Frauenpunkband Rote Zora mit Susi, Uli, Ute und Dana agierte in Halle. Weitere Punkbands mit Beteiligung von Frauen waren Kein Talent mit Bassistin Nina, Klick & Aus mit Saxofonistin Sala Seil und Fanfaristin Evolinum, Müllstation mit Bassistin Susi Horn, Expander des Fortschritts mit Saxofonistin Susanne Binas, Happy Straps mit der Sängerin Claudia Böhme, Ichfunktion mit der Bassistin Eva Tröger, der späteren Eva Schaum, KG Rest mit der Saxofonistin Uta Haubold, Timur und sein Trupp mit Schlagzeugerin und Sängerin Silke Gonska. Sie spielte außerdem zusammen mit Jane Schuch in der Band Partisan bzw. Blinder Gehorsam. Ina Pallas war Sängerin der Band Wartburgs für Walter, die von 1987 bis 1989 existierte. An der Schnittstelle von Punk und Kunst agierte Ina Kummer bei AG. Geige sowie die Berlinerinnen Andrea Hüber-Rhone und Karen Matting mit ihrem Avantgarde-Duo 3tot. Andrea Hüber-Rhone sang und textete bei Keine Ahnung und zusammen mit Flake bei Parts per Millions. Karen Matting sang auch bei Choo Choo Flame und später bei den Tumor Traudels. An dem offenen Bandprojekt Ornament & Verbrechen war die Sängerin Sarah Marrs beteiligt. Bei 6 Aus 49 betätigte sich Susanna Simon. Anne Kuntz spielte Saxofon bei 9 Tage (alt). An der reinen Frauenband Erweiterte Orgasmus Gruppe (EOG) beteiligten sich Gabriele Stötzer (auch: Gabi Kachold), Ina Heyner und Verena Kyselka. Sie produzierten punkaffine experimentelle Musik vor dem Hintergrund ihrer Tätigkeit als bildende Künstlerinnen.

### Veröffentlichungen von Szenemitgliedern
Mehrere Protagonistinnen der DDR-Punkszene haben sich später als Autorinnen mit diesem Kapitel ihres Lebens beschäftigt. Angela Kowalczyk, Berliner Punkerin der ersten Generation, schildert mit ihren Veröffentlichungen wie Punk in Pankow, Wir haben gelebt! u. a. ihre Erfahrungen als Punkerin in Berlin Anfang der 1980er Jahre. Sie interviewte weiterhin weibliche Schlüsselfiguren der Szene wie Subs, Major und V1, in deren Wohnungen sich die Szene traf. Sie beschreibt das Leben auf der Straße, Stilfragen, sexuelle Erfahrungen, sexualisierte Übergriffe, Alkohol- und Drogengeschichten, Repressionen durch die Staatsmacht – das Sich-Durchsetzen in einer feindlichen Umgebung. Als diese feindliche Umgebung beschreibt sie nicht nur die DDR, sondern teilweise auch die Punkszene selbst. Anne Hahn setzte sich in ihrem Roman Gegenüber von China mit ihrer Punkvergangenheit in Magdeburg und dem Fluchtversuch in den Iran auseinander. Anne Hahn veröffentlichte außerdem ein Sachbuch über Punk in Thüringen und eine Biografie über Otze von Schleim-Keim. Susanne Binas beschäftigte sich in den 1990er und 2000er Jahren musikwissenschaftlich mit dem DDR-Punk und der ihm nahen experimentellen musikalischen Avantgarde.
Die beiden Dokumentarfilmerinnen Mechthild Katzorke und Cornelia Schneider produzierten 1996 den Film Störung Ost – Punks in Ostberlin 1981–1983 aus der Perspektive der Protagonistinnen der ersten Punk-Generation in Ost-Berlin. Sie luden viele ihrer Freunde aus der damaligen Szene zu einer Dampferfahrt auf der Spree ein, um ihre Erinnerungen, ihre Reflexionen und ihr Wiedersehen zu dokumentieren. Dabei waren China (Angela Kowalczyk), Eike Grögel, Bernd Michael Lade, Wombel, Colonel, Thomas, Sabine Groh, Pankow (Michael Boehlke), Sid, Michael Horschig, Special sowie der westdeutsche Journalist Peter Wensiersky, Lorenz Postler und der britische Radio-DJ John Peel. Die Musik für den Film stammt u. a. von Sendeschluss, Planlos, Namenlos, Unerwünscht, Tapetenwechsel, Skunx, Resors Exzess, Restbestand. In den Film banden sie Archivmaterial und Super-8-Aufnahmen von Rainer Jestram, Kerstin Ekholm und Torsten Jurk ein.

## Kriminalisierung

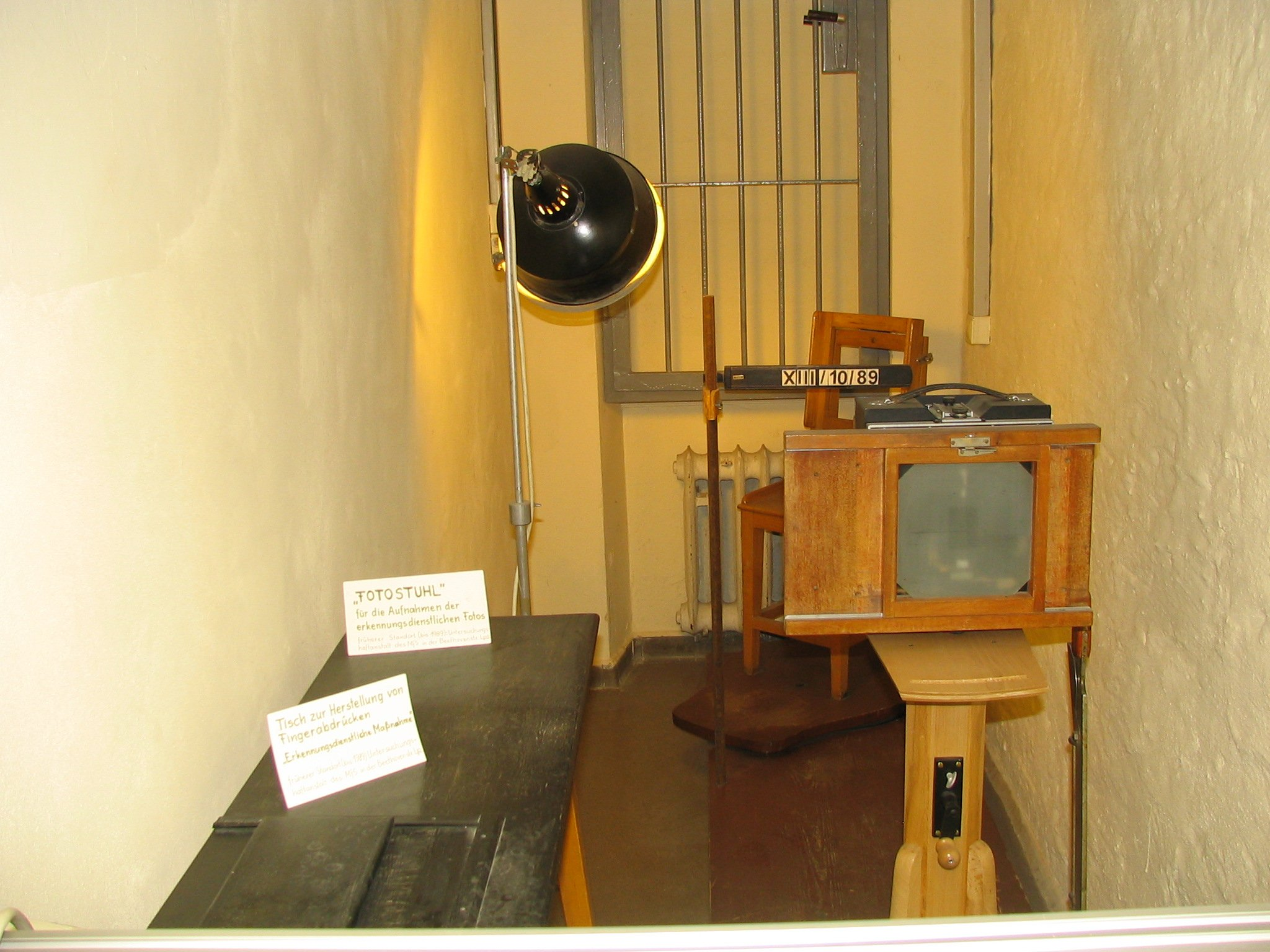
Fotostuhl zur erkennungsdienstlichen Behandlung

### Praxis der Polizei
Das Handeln von Polizei und Staatssicherheit war schon vor dem Auftreten der Punks vom „Befehl Nr. 11/66“ legitimiert, der geschaffen wurde, um gegen Angehörige der subkulturellen Blueserszene vorzugehen. Weiterhin konnten Polizei und Stasi unter dem Begriff der „Zuführung“ „Nichtinhaftierte“ in eine Haftsituation bringen und damit einschüchtern. Sie hatte damit die Möglichkeit, Punks zu verhaften und ohne Anklage mehrere Stunden festzuhalten. Als „Nichtinhaftierte“ wurden sie erkennungsdienstlich behandelt, verhört und eingeschüchtert.
Die Organe sahen schon im Habitus der Punks die Straftatbestände des „Rowdytums“ (§ 215 Strafgesetzbuch) und der „Zusammenrottung“ (§ 217 Strafgesetzbuch) gegeben, die mit Haftstrafen von bis zu 5 Jahren geahndet werden konnten. Die Hennigsdorfer Band Die Zusamm-Rottung benannte sich bspw. nach dem Vorwurf der Zusammenrottung bei einem ihrer Konzerte. Ein weiterer Straftatbestand zur Kriminalisierung von Punks, der ebenfalls nur durch ihren Habitus bzw. ihr Auftreten gegeben war, war die „Öffentliche Herabwürdigung der staatlichen Ordnung“ (§ 220 Strafgesetzbuch). Die Attribute, die Stasi und Polizei den Punks zuordneten, waren „negativ-dekadent“, „politisch labil“, „demonstrativ“, „radaumäßig“, „rowdyhaft“, „kriminell gefährdet“ oder „fehlentwickelt“.
Die ersten Ermittlungsverfahren gegen Punks wurden auf Grundlage dieses Gummiparagraphen eingeleitet, der am 28. Juni 1979 geändert wurde und alles umfasste, was von der Polizei als nicht angepasst wahrgenommen wurde. Es kam zu tätlichen Übergriffen auf Punks durch die Polizei. Weitere Möglichkeiten des Staates waren Hausdurchsuchungen, die Beschlagnahme verbotener Gegenstände und Einzelhaft über mehrere Tage. Höchststrafe im Falle einer Verurteilung waren zwei Jahre Haft. Für viele Punks wurde daher das freie Bewegen in der Öffentlichkeit zum Spießrutenlauf. Es bestand zu jedem Augenblick die Gefahr, festgenommen zu werden. Weitere „Straftatbestände“, derer politisch aktive Punks angeklagt wurden, waren der § 106 („Staatsfeindliche Hetze“) – so zum Beispiel 1981 in Weimar –, „Untergrabung der Wehrbereitschaft“, „Diffaminierung der Friedenspolitik der sozialistischen Staaten“.
Ein weiteres Mittel zur Schikanierung männlicher Punks war deren vorzeitige Einberufung zur NVA. Bei wichtigen Anlässen wie dem Tag der Republik, erhielten die Punks in den größeren Städten Innenstadtverbot.

### Verfolgung durch die Stasi und Spitzeltätigkeit
Als 1983 die Punk-Bewegung mit 900 Personen einen ersten Höhepunkt erreichte, begann das MfS mit dem Anwerben von IM, die die Szene infiltrierten und gegen materielle Begünstigungen, wie Geld, Zigaretten oder Schallplatten, Informationen über geplante Konzerte an die Behörde weitergaben. Die Stasi missbrauchte auch Minderjährige aus der Punkszene als Kinder-und-Jugend-IM. Die Jugendlichen wurden mit fatalen Folgen für ihre Psyche unter Druck gesetzt, um sie zur Bespitzelung ihrer Freunde zu bewegen.
In viele Punkbands waren ständige Spitzel integriert. Prominente Beispiele waren Sascha Anderson, Mitglied und Texter der Gruppe Zwitschermaschine, der langjährig als IM tätig war, Otze von Schleimkeim, Tatjana Besson und Trötsch Tröger von der anarchistischen Band Die Firma, Jürgen Onißeit von KG Rest und den Creepers sowie Imad Abdul Majid von L’Attentat. U. a. die Stasitätigkeit einzelner Bandmitglieder ermöglichte die Veröffentlichung von LPs in Westdeutschland für Zwitschermaschine, Schleimkeim, KG Rest und L’Attentat.
Bei der Mehrzahl der IM war die Dauer ihrer Tätigkeit auf mehrere Monate begrenzt. Zur „Zersetzung“ der Szene setzte das MfS auch gezielte Falschinformationen über Spitzeldienste in Umlauf oder outete selbst einen IM.
Im Jahr 1984 waren 900 Punks in der DDR durch das MfS staatlich registriert. Zudem bemerkte das MfS:

„Darüber hinaus gibt es eine von der Größenordnung her nicht eindeutig bestimmbare Anzahl von Sympathisanten in der DDR, die zumindest zeitweilig zum Umkreis der ‚Punks‘ zählen, jedoch vom Äußeren nicht immer als solche erkennbar sind.“

Daher wurde ein „Erkennungsschlüssel für den Dienstgebrauch“ angefertigt, welcher „verdreckte Kleidung“, „gewalttätiges Auftreten“, „anarchistisches Gedankengut“ sowie eine „asoziale Lebensweise“ als Charakteristika der Punkbewegung auswiesen.

### Ausreise von Punks aus der DDR
Ab 1985 wurde zahlreichen Punks die Ausreise ermöglicht, häufig, indem sie vor die Wahl zwischen Ausreise oder Gefängnis gestellt wurden. Insbesondere die Berliner Szene verringerte sich dadurch, da über Ostberlin die Ausreise leichter möglich war. Die Besetzungen diverser Punkbands dünnten stark aus, wovon Bandnamen aus Kombinationen mit dem Wort „Rest“ zeugen. Prominentes Beispiel ist die Band KG Rest, die 1986 über ihr ausgereistes Ex-Mitglied Jürgen Onißeit eine LP in Westdeutschland veröffentlichte.
Viele ausgereiste Punks hatten Probleme, im Westen Anschluss zu finden.

„Ich kam mir im Westen vor wie ein pensionierter Krieger.“

Andere nach Westberlin ausgereiste Punks wie z. B. die Weimarer Jürgen und Thomas Onißeit sowie Wolfram Hasch und Frank Willmann pflegten eine enge Verbindung, holten ihr Abitur an der anarchistischen Schule für Erwachsenenbildung nach und machten gemeinsam experimentelle Kunst und Musik.

### Partielle Entspannung und institutionelle Umarmung der Szene ab Mitte der 80er Jahre
Nachdem die Strategie der „Zersetzung“ der ersten Generation Punk nicht komplett aufgegangen war, öffnete sich die Kulturpolitik der DDR zaghaft den subkulturellen Bewegungen. Was vorher nicht restlos kontrolliert werden konnte, wurde nun institutionell umarmt. Dies äußerte sich Mitte der 80er Jahre in Einstufungen (Spielerlaubnissen) für Punk- u. a. sogenannte „schräge“ Bands, der Einrichtung einer Radiosendung für diese Musik, der Veröffentlichung von Platten auf AMIGA. Die weiter anwachsende Punkszene sollte und konnte nicht mehr als Ganzes systematisch zerschlagen werden. Dennoch wurden Einzelne und Gruppen weiterhin von der Stasi observiert, von der Polizei permanent „zur Klärung eines Sachverhalts“ vorgeladen und mit Aufenthaltsverboten in Städten belegt. Auch Ausgrenzung und Benachteiligungen in Alltagssituationen hielten an.

## Mode

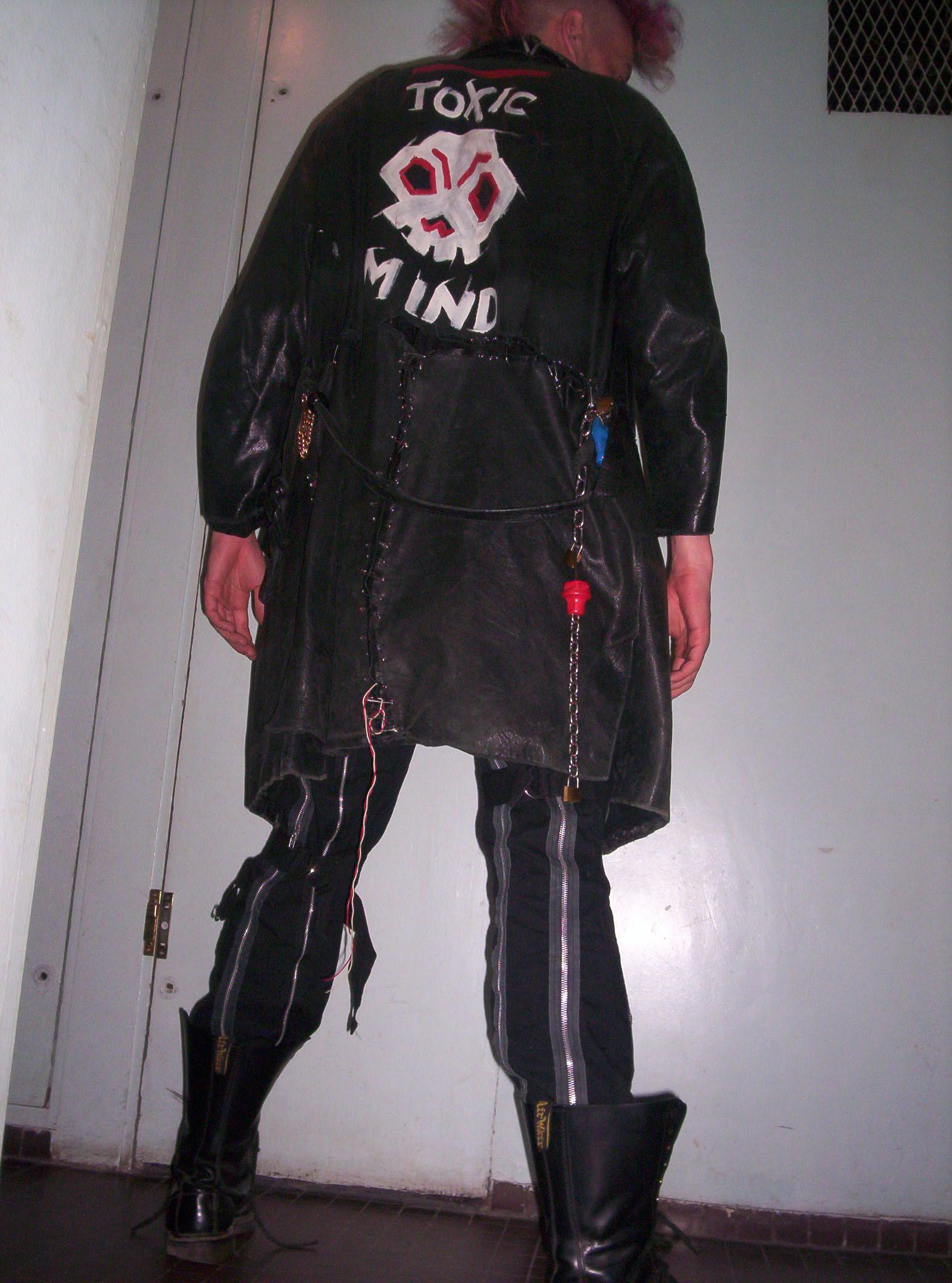
Beispiel für Punkmode

Ostpunks kleideten und stylten sich wie die Punks im Westen. Neben selbstbemalten T-Shirts, Lederjacken, Jeans und Arbeitsschuhen waren Anzüge mit Hosenträgern gebräuchlich. Beliebte Accessoires waren Sicherheitsnadeln, Ketten, Rasierklingen, Armbinden und Buttons. Die Kleidung wurde demoliert und mit Rissen überzogen. Beliebte Parolen auf T-Shirts oder Armbinden waren gängige englische Punkbands wie Sex Pistols, The Clash oder Devo oder Parolen wie „Solidarność“, „Haut die Bullen platt wie Stullen“ und „Macht Arbeit frei?“. Der Songtitel God Save the Queen von den Sex Pistols wurde zu „Gott schütze Erich“. Als Symbol wurde vielfach ein A im Kreis kolportiert, das für Anarchie steht. Gerade am Anfang waren die Punks auf Sauberkeit bedacht, um sich von den Bluesern abzugrenzen. Ab etwa 1981/82 wurden West-Marken immer beliebter. Sicherheitsschuhe und Dr. Martens dienten als Fußbekleidung, und insgesamt wurde stärker auf eine Uniformierung geachtet. Ab 1983 tauchten allerdings auch die ersten „Schmuddelpunks“ auf, die zum zerfetzten Outfit auch keinen Wert auf Sauberkeit legten.
Gerade am Anfang ging der Trend zu kurzen, strubbeligen Haaren, auch hier, um sich von anderen Jugendkulturen abzugrenzen, später auch zu Irokesenschnitte, gefärbten und langen Haaren. Zur Haarfärbung wurden Stoff- und Batikfarben, aber auch Fußpilzmittel, die eine starke Lila-Färbung hervorriefen, verwendet, da die üblichen Farben, wie Rot, Grün und Blau, in der DDR nur schwer aufzufinden waren. Für die Fixierung der Haare wurde Zuckerwasser, aber auch eine große Menge an Haarlack verwendet.
Gesichtsbemalungen mit Spinnweben, umrandete Augen und schwarze Lippen waren nicht nur bei weiblichen Punks beliebt. Tätowierungen waren beliebt, aber recht selten. Sie entstanden meist im Eigenbau mit Tusche oder Tinte und Strick- oder Haarnadeln.

## Musik

### Allgemein

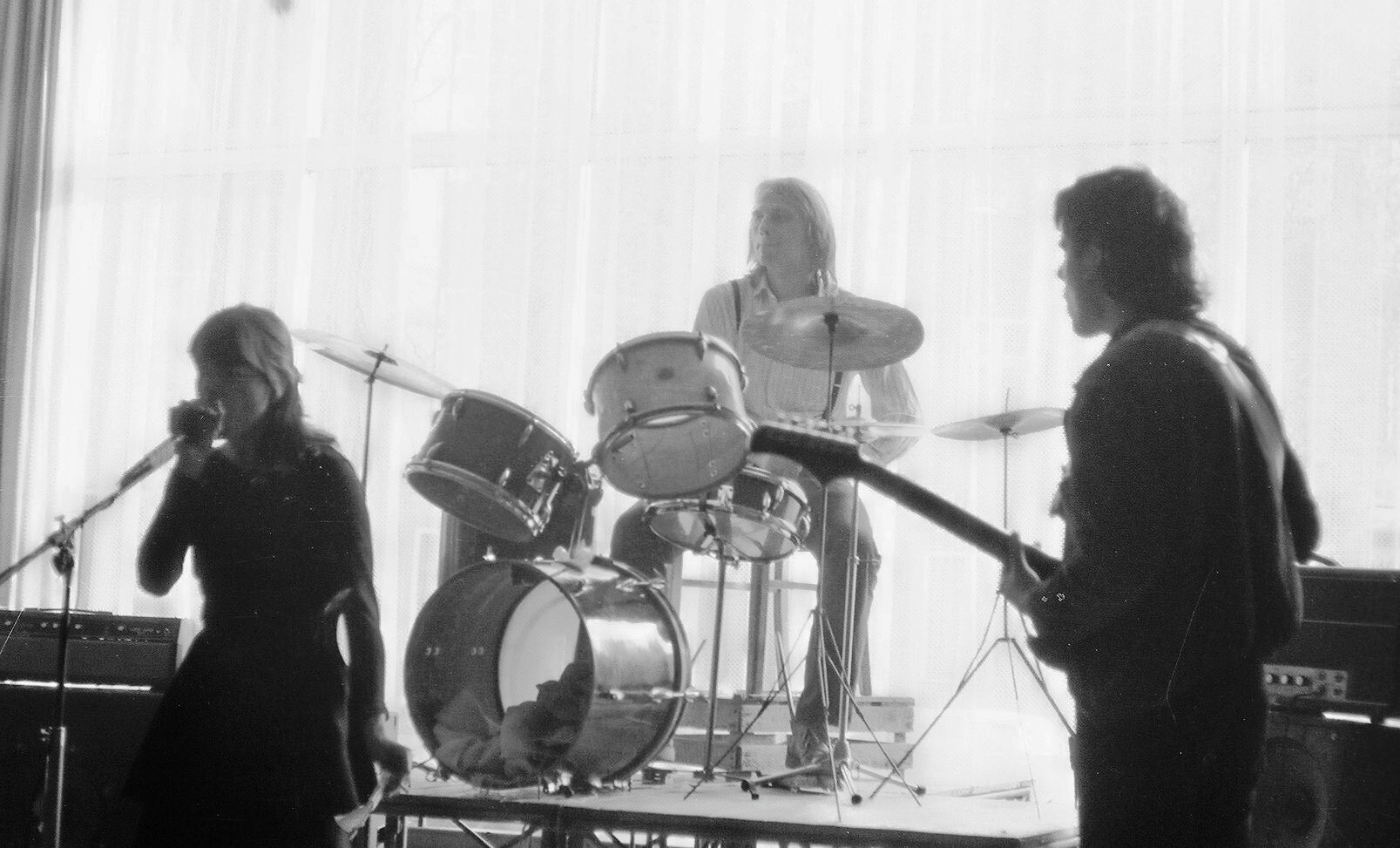
Zwitschermaschine (Ralf Kerbach, Cornelia Schleime, Wolfgang Grossmann)

Die Punkmusik der DDR umfasste mehrere Richtungen: Zum einen gab es den aus der Kunstszene stammenden Art-Punk. Dieser verbreitete sich vor allem an Universitäten. Er umfasste künstlerisch angehauchte, intellektuelle Texte, versehen mit Moderner Poesie. Bei Auftritten wurde meist auch Platz für Dichterlesungen eingeräumt. Intellektuelle und Künstler waren vor allem von der Unverbrauchtheit, dem musikalischen Stil und der Einfachheit des Ausdrucks überzeugt. Sie sahen im Punk eine willkommene Möglichkeit, ihre Emotionen freizusetzen und eine radikale Absage auszudrücken. Musikalische Vorbilder waren die Bands Ton Steine Scherben und MC5. Bands wie Rosa Extra und Zwitschermaschine zählen zu diesem Kreis. Bei vielen Bands dieses Genres stand der Punk nicht im Mittelpunkt ihrer Lebensverwirklichung, sondern war nur ein künstlerisches Ausdrucksmittel oder, wie bei Cornelia Schleime (Zwitschermaschine), eine Provokation als Durchgangsstation zur Ausreise. Diese Form des Punks begann sich Mitte der 1980er zu verlieren. Bands wie Zwitschermaschine lösten sich auf, nachdem Ralf Kerbach und Cornelia Schleime in die Bundesrepublik hatten ausreisen dürfen. Andere, wie Rosa Extra, versuchten, eine staatliche Einstufung zu erhalten und verließen ihre musikalischen Wurzeln.
Dem gegenüber stand der Punkrock, der vor allem von Angehörigen der Szene, die Punk als Lebenseinstellung verstanden, gespielt wurde. Die Musik zeichnete sich hier vor allem durch die Schnelligkeit, Aggressivität und Einfachheit aus. Im Gegensatz zu den Art-Punk-Texten, die sich einer Interpretation zu entziehen versuchten, äußerten sich Bands wie Schleim-Keim, Müllstation, Namenlos und Wutanfall beziehungsweise L’Attentat unzweideutig. So heißt es beispielsweise bei Namenlos „Rote Parolen und Sowjetmacht / haben Deutschland kaputt gemacht.“ Die Texte waren teilweise gegen den Staat gerichtet, teils aber auch Beschreibungen des alltäglichen Straßenkampfs, wie zum Beispiel

„Letztens ging ich auf der Straße spazieren/da fing so’n Kunde an wie ein Pferd zu wiehern/ich schlug ihm sofort die Schnauze rein/er brach sich sofort sein Nasenbein“

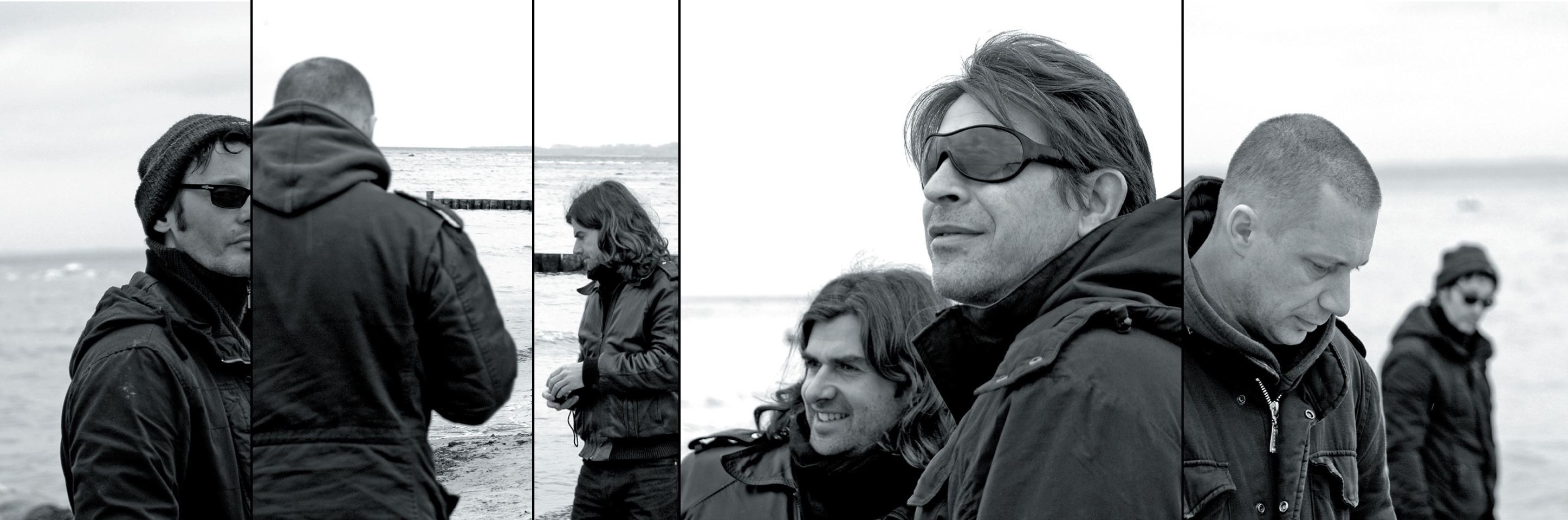
Die Art zählte zu den „anderen Bands“.

Auch Nonsens-Texte, die eher dem Fun-Punk zuzuordnen sind, waren beliebt.
Seit 1986 verstärkte sich das Segment der Szene, das sich erfolgreich um eine Einstufung (staatliche Spielerlaubnis für Bands) bemühte, so zum Beispiel Feeling B, Die Art und Die Skeptiker. Ab diesem Jahr wurde auf dem Jugendsender DT64 die wöchentliche Radiosendung Parocktikum ausgestrahlt, in der die von offizieller Seite „Die anderen Bands“ genannten Gruppen gespielt wurden. Ab 1987 wurden unter diesem Begriff teilweise auch Tonträger dieser Gruppen veröffentlicht. Der Staat änderte also seine Strategie von harter Repression hin zu institutioneller Umarmung der kompromissbereiteren Teile der Subkultur. Dieser Paradigmenwechsel ergab für den Großteil der älteren und vorher stark mit Repressionen überzogenen Musikgruppen keine Verbesserung ihrer Lebensbedingungen und Auftrittssituation. Auch änderte dies nichts an der Situation der Gesamtheit aller Punks in der DDR. Dieser Richtungswechsel in der staatlichen Kulturpolitik der DDR führte zu Spannungen in der Szene, es kam zu Anfeindungen und zu Vorwürfen an die jüngeren bzw. sich neu formierenden Bands, sie würden mit dem Zulassen der staatlichen Umarmung Verrat begehen. Lutz Schramm – als Moderator von Parocktikum in einer privilegierten Position – berichtete, dass er von einem Punk zusammengeschlagen wurde, der ihm daraufhin erklärte, „er wollte einfach mal, daß [Schramm] auch mal so gedemütigt werde, wie ihm das normalerweise passiert“.

### Kassetten
Die Tonträgerproduktion oblag in der DDR der Staatsmacht. Die wenigen Labels wie Amiga (U-Musik) und Eterna (E-Musik) standen unter dem Monopol des VEB Deutsche Schallplatten Berlin und unter der Obhut des Staates. Punkbands hatten in der ersten Hälfte der 1980er Jahre als von Polizei und Stasi Verfolgte keinerlei Zugang zur offiziellen Plattenproduktion oder Airplay im Rundfunk.
Die einzige Möglichkeit, ihre Musik einem größeren Publikum vorzustellen, war die Selbstveröffentlichung von Kassetten. Zu Beginn der 1980er Jahre entstanden die ersten Kassettenaufnahmen von Bands wie Alternative 13 (1980, mit Michael Horschig), Fabrik, Klick & Aus u. a. In der Punkszene waren Probenmitschnitte und Aufnahmen von Livekonzerten verbreitet. Diese wurden unter der Hand mittels Tape-Trading, also Kopieren, weitergereicht. Die Qualität der Aufnahmen war – gemessen an heutigen Hörgewohnheiten – oft schlecht. Es erschienen aber auch konzeptionell gedachte Kassetten-Alben. Viele Tapes wurden innerhalb der Underground-Kunstszene veröffentlicht und erreichten Auflagen zwischen 20 und 200 Stück, meist im Verbund mit illegalen Kunstzeitschriften. Die Leerkassetten waren sehr teuer in der DDR, sodass die Tapelabels bei einem Stückpreis von etwa 20 Mark rein idealistisch ohne Gewinn arbeiteten. Als Belastung hinzu kam der Verfolgungsdruck durch die Stasi. Bands verkauften ihre Tape-Alben auf ihren Konzerten teilweise für Stückpreise von 20 bis 30 Mark.
Es entstanden Tape-Labels – ähnlich wie in der D.I.Y.-Szene im westlichen Europa: Heimat Kassetten schnitt Konzerte in Südbrandenburg und Nordsachsen mit und verbreitete diese in Auflagen von etwa 10 Stück an Freunde. Thomas Grund betrieb seit etwa 1985 das Label Hinterhofproduction, seit 1986 produziert er auch Dokumentar- und Konzertfilme. Das 1986 gegründete Trash Tape Rekords aus Rostock war das Label von Holger „Alge“ Roloff und Thorsten Wolff und veröffentlichte eine größere Bandbreite an Bands, oft als Compilations, bis in die 2000er Jahre. Pirate Records aus Rostock dagegen war eine Art Kopierstation für westliche Punkmusik.
Weiterhin existierten Tape-Labels, die vorerst zur Veröffentlichung der Kassetten bestimmter Bands gegründet wurden, später aber befreundete Bands einbezogen. Zieh Dich Warm An Tapes entstand 1987 als Selbstvertrieb der Dresdner Punkband Kaltfront, wo diese ihre eigenen Kassetten-Alben und später Sampler mit Bands aus ihrem Umfeld veröffentlichten. Assorted Nuts war ab 1984 das Hauslabel der Band Aufruhr zur Liebe, Klangfarbe das der Band AG. Geige (seit 1985), Hartmut Productions das der Leipziger Band Die Art und befreundeter Bands (seit 1987), Christus Records (1988) das der Band Müllstation, Schafstalltapes das Label der Freiberger Punkband FH-72 (1989).

### Veröffentlichung von Platten in Westdeutschland
Die erste Plattenveröffentlichung in Westdeutschland war die Split-LP DDR von unten der Gruppen Zwitschermaschine und Schleimkeim (die den Decknamen Sau-Kerle benutzte). Die konspirativ erstellte LP gelange durch den IM Sascha Anderson in den Westen und erschien 1983 beim Label Aggressive Rockproduktionen. 1985 erschien der Live-Sampler Live in Paradise, bei dem aus Sicherheitsgründen jedoch keine Bandnamen genannt wurden. Vertreten waren Happy Straps, Der Demokratische Konsum und Ornament & Verbrechen. Die LP erschien auf dem West-Berliner Independent-Label Good Noise Records. Im Jahr 1986 erschien das Album Panem et Circensis von der Weimarer Band KG Rest als Self-Release der ausgereisten Bandmitglieder. Das Album Made in the GDR von L’Attentat (1987) blieb die letzte Veröffentlichung, die im Westen erschien.

### Offizielle Veröffentlichung von Platten in der DDR
Die staatlichen Medien öffneten sich Mitte der 80er Jahre geringfügig – seit 1986 sendete Lutz Schramm die wöchentliche 2-stündige Sendung Parocktikum auf DT64, die ausschließlich Punk und punkverwandte experimentelle Musik spielte. Im Gefolge dieser neuen Öffentlichkeit zogen die staatliche Plattenfirma Amiga und damit der offizielle Tonträgermarkt ab 1987 nach. Ab 1987 gab der Rundfunk sendetaugliche Audioaufnahmen von Undergroundbands in Auftrag. Diese wurden allerdings zensiert und erreichten nicht immer den Äther.
Die erste offizielle Veröffentlichung auf AMIGA war die LP Kleeblatt Nr. 23 – die anderen Bands (1988), der der Szene auch ihren Namen gab. Vertreten waren Feeling B, Hard Pop (ehemals Rosa Extra), Sandow und WK 13. Die zweite Veröffentlichung war die Compilation Parocktikum-Sampler mit den Bands Hard Pop, Die Skeptiker, Feeling B, Zorn, Rosengarten, Die Art, Sandow, Die anderen, AG. Geige, Expander des Fortschritts und Cadavre Exquis. 1989 folgte das Album Hea Hoa Hoa Hea Hea Hoa von Feeling B. Dennoch blieb auch für diese Bands die Kassette das wichtigste Verbreitungsmedium für ihre Musik. 1990 – nach dem Fall der Mauer – erschienen die Alben Harte Zeiten von Die Skeptiker und Stationen einer Sucht von Sandow.

### Wahrnehmung der Szene außerhalb der DDR
Dass es eine aktive Punkszene in der DDR gab, wurde in Westdeutschland durchaus wahrgenommen. Enthusiastische Briefe an John Peel und seine Sendung auf BBC Radio 1 zeugten von Interesse an der Punkszene im Osten. Konspirativ organisierte und in den Räumen der Offenen Arbeit der evangelischen Kirchengemeinden stattfindende Konzerte von Westbands wie Die Toten Hosen, Die Lolitas, Disaster Area, aber auch internationalen Bands wie No Means No (Kanada) oder Aurora (Ungarn) fanden ab 1986 republikweit statt. In internationalen Fanzines, zum Beispiel dem Maximumrocknroll, um eines der bekanntesten zu nennen, wurde über Gruppen wie L’Attentat, Paranoia und Papierkrieg regelmäßig berichtet. Dies bedeutet jedoch im DDR-Staatsjargon eine „illegale Kontaktaufnahme“, auf die mit drakonischen Strafen reagiert werden konnte.
Die Musiker, die bereits vor der Wende ausgereist waren, setzten ihre Karrieren in der Bundesrepublik selten fort. Die Zwitschermaschine-Musiker Cornelia Schleime, Ralf Kerbach und auch der IM Sascha Anderson knüpften an ihre Einzelkarrieren an, betätigten sich schriftstellerisch (Anderson, Schleime) oder malten (Kerbach, Schleime). Andere Musiker wie Mike Göde (Betonromantik, Bandsalat) und Daniel Kaiser (Planlos) gingen in bürgerliche Berufe, andere wie Mita Schamal (Namenlos) hatten Probleme, in der Bundesrepublik Anschluss zu finden.

### Musikszene nach der Wende

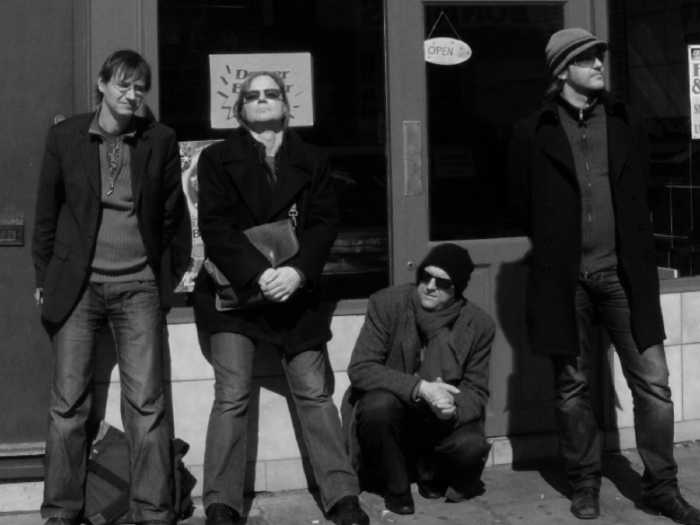
Herbst in Peking

Nach dem Ende der DDR lösten sich viele etablierte Gruppen, wie Feeling B., L’Attentat und Tausend Tonnen Obst, auf. Bands wie Dritte Wahl und Fuckin Faces, die in den Wende-Jahren entstanden, gingen in der gesamtdeutschen Punkszene auf. Durch den beginnenden Rechtsrock-Boom, der stellenweise die Punk-Kultur aus den Städten verdrängte, entstand gleichzeitig ein neues Feindbild, das die verbliebenen Punks enger zusammenschweißte.
Nur wenige der alten Bands blieben auch in den Wendejahren aktiv. Schleim-Keim bestand nur noch aus Dieter Ehrlich, der von Zeit zu Zeit live auftrat, sich jedoch in den Wendejahren mit Alkohol und anderen Drogen zugrunde richtete, seinen Vater ermordete und schließlich 2005 in einer psychiatrischen Klinik verstarb. Müllstation zählt heute zu den dienstältesten Punkbands der DDR. Neue Impulse kamen aber oftmals nur durch die Loslösung von der Punkszene. Christian „Flake“ Lorenz, der nach Feeling B Rammstein mitgründete, erklärte:

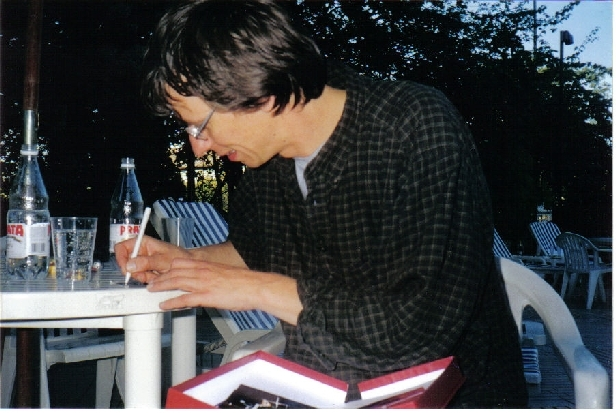
Christian „Flake“ Lorenz

„Wir haben uns im Prinzip um dieselbe Zeit aufgelöst wie ‚Die Skeptiker‘, ‚Sandow‘ und die meisten anderen Ost-Punk-Bands. In den Jahren nach der Wende ist alles abgestorben. Durch den Systemwechsel hatten wir irgendwie keinen Feind mehr, keine Orientierung. Wir haben gemerkt, wenn wir mit unserem lustigen Ding weitermachen – ähnlich wie ‚Die Ärzte‘, die „Brieftauben“ und sonst wer – interessiert das im Westen keinen. Wenn man wirklich Ärger machen will, muss man was Neues auffahren, das die Leute wirklich hochschreckt. Also haben wir „Rammstein“ gegründet.“

Mit den ersten beiden Teilen der Sampler-Reihe Sicher gibt es bessere Zeiten, doch diese war die unsere von Höhnie Records und Nasty Vinyl mit unveröffentlichten Stücken entstand in den 1990ern eine Nachfrage nach ehemaligem DDR-Punk, die zum Bekanntwerden von Bands wie Schleim-Keim und Die Skeptiker und auch zur Reunion mehrerer Bands führte. Ab dem dritten Teil der Kompilation wurden auch neuere Aufnahmen ost- wie auch westdeutscher Bands veröffentlicht und der Titel zu Sicher gibt es bessere Zeiten, doch diese ist die unsere geändert. Damit dokumentiert die Reihe auch die Veränderung der Musik in den 1990er Jahren, die eine Abkehr vom primitiven und rohen hin zu einem mainstreamtauglicheren Klang mit sich brachten.

## Bildende, literarische und darstellende Kunst

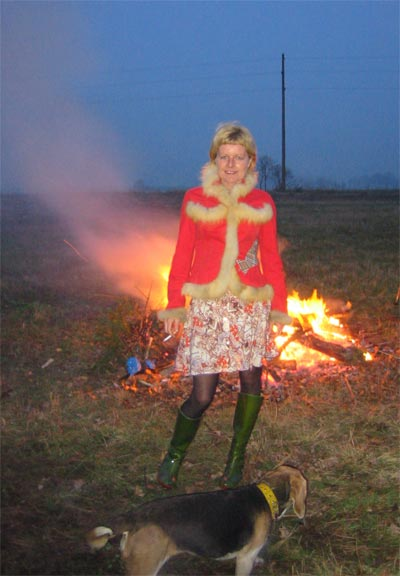
Cornelia Schleime

Punk hatte auf die Kunstszene der DDR eine große Auswirkung. Die Bildende Kunst der 1970er Jahre in der DDR war geprägt von Neo-Dada und neuen Interpretationen des Expressionismus. Als Punk sich dann langsam verbreitete, übernahmen die oftmals systemüberdrüssigen Künstler den musikalischen und modischen Stil und transportierten ihn in ihre Gemälde und Skulpturen. Müllästhetik im Sinne der Konzeptkunst wurde von Ralf Winkler, Robert Rehfeld und Oskar Manigk übernommen. Junge Künstler fühlten sich von der Szene angezogen und luden insbesondere weibliche Punks zu ihren Feiern ein. Zu Beginn der 1980er Jahre entstanden Ölbilder bekannter Szenegrößen von Volker Stelzmann („Die Band“ und „Jürgen“, 1983) und Clemens Gröszer („Anja mit purpurfarbenem Handschuh“, 1985). Ein Trend, der sich bis zum Ende der DDR hin in der Bildenden Kunst ausbreitete. Viele junge Künstler wie Mita Schamal und Moritz Götze arbeiteten mit der Verschmelzung von Musik, Sprache und Bild, nutzten die Collage-Technik und wendeten sich gegen die althergebrachte Kunsthochschulszene der DDR.
Neben der Übernahme der Ästhetik waren einige Künstler selbst Punks, so unter anderem Mita Schamal und Verena Kyselka, die „schon in jungen Jahren mit visuellen Hinterfragungen und Akzentsetzungen gegen die traditionsreiche wie besitzergreifende Geste der Setzung der Frau als idealem Gegenstand der Malerei“ ihr Publikum verunsicherte. Gabriele Kachold wiederum war eine Allround-Künstlerin, die sowohl literarisch, darstellerisch als auch aktionskünstlerisch aktiv war. Zwitschermaschine um Cornelia Schleime, Michael Sandner und Ralf Kerbach stammten ursprünglich aus der Hochschule für Bildende Künste Dresden, standen jedoch alle kurz vor der Zwangsexmatrikulation. Sandner und Kerbach gingen jedoch freiwillig. Erst aus der Not heraus beschlossen sie, Musik zu machen. Punk und Kunstszene waren dadurch am Anfang stark miteinander vernetzt. Während Bands wie eben Zwitschermaschine mit der eigentlichen Punkszene wenig zu tun hatten, bot die Kunst- und Literaturszene auch Punkbands wie Schleim-Keim, Namenlos und Planlos Auftrittsmöglichkeiten in den Ateliers, bei Ausstellungen und Lesungen. Die Einflüsse waren aber weitreichender. Schleime beispielsweise benutzte die Punkästhetik neben ihren Gemälden und Bildern auch für ihre Kurzfilme.

## (Selbst-)Historisierung des DDR-Punk
Ein erster Versuch der Theoriebildung war der 1999 von Ronald Galenza und Heinz Havemeister herausgegebene Sammelband „Wir wollen immer artig sein...“ mit Aufsätzen um das Thema „DDR-Punk“ oder „Ostpunk“.
Mitte der 2000er Jahre entstanden Dokumentarfilme und Ausstellungen in offiziellen Häusern wie z. B. die Ausstellung ostPUNK! / too much future 2005 in Berlin, 2007 im Stadtmuseum Dresden und 2008 in Halle, die große Resonanz hervorriefen. Der Ostpunk wurde in der Rezeption diskursiv an die internationale Subkultur angeschlossen.

## Film
- flüstern & SCHREIEN – Ein Rockreport war ein Dokumentarfilm, der 1988 von der DEFA produziert wurde. Der „pseudosubversive“[81] Film zeigt unter anderem Interviews mit Feeling B, Sandow, Silly und Die Zöllner.
- Anne Richter, Roland Steiner, Michael Lösche, Rainer Schulz, Rainer Baumert, Angelika Arnold, Johannes Jürschik, Uli Fengler: Unsere Kinder. DEFA – Studio für Dokumentarfilme, 1989[82] – Interviews mit Vertreterinnen verschiedener Subkulturen in der DDR
- Helke Misselwitz: Winter adé, 1988. Die Regisseurin porträtiert 16-jährige Punkerinnen in ihrem Alltag.[28][83]
- „Störung Ost 1996“: Die beiden Autorinnen Mechthild Katzorke und Cornelia Schneider lassen während einer Dampferfahrt auf der Spree in Gesprächen mit früheren Freunden die Erinnerung an gemeinsame Erlebnisse in einer Ost-Berliner Punkgruppe wieder aufleben.
- „Too Much Future“ von Carsten Fiebeler und Michael Boehlke ist ein 2006 gedrehter deutscher Dokumentarfilm über die Punkbewegung in der DDR, der auf dem 49. Internationalen Leipziger Festival Für Dokumentar- und Animation gezeigt wurde.

## Radio
- Thomas Gaevert: Vertrauliche Verschlusssache IM Punk, Radiofeature, Produktion Südwestrundfunk 2002, Erstsendung: 4. April 2002 SWR2
- Thomas Gaevert: Otze – Vom Leben und Sterben eines deutschen Punkidols, Hörfunkfeature, Produktion Südwestrundfunk 2010, Erstsendung: 24. April 2010 SWR2[84]
- Ritchie Ziemek: Interview Schleimkeim / Höhni (Interview mit Otze und Lippe von Schleimkeim und Höhnie von Höhnie-Records), in: Stimmbruch, Rockradio B, Sendung vom 29. Dezember 1999[85][86]